# Beyond Creation
Beyond Creation — канадський технічний дез-метал гурт, заснований 2005 року, в Монреалі. Грає музику у жанрі Progressive Death Metal.

## Учасники
Simon Girard - Vocals / Guitars
Kevin Chartré (Brought by Pain, Unhuman, Hangar of Deth) - Guitars 
Dominic 'Forest' Lapointe (Augury, Teramobil, B.A.R.F.) - Fretless Bass 
Philippe Boucher (Incandescence, EX First Fragment, Chthe'ilist, Décombres) - Drums

## Дискографія

### Студійні альбоми
- The Aura (2011)
- Earthborn Evolution (2014)
- Algorythm (2018)

### Демо
- Demo (2010)